# Draw Poker (videogioco 1981)
Draw Poker è un videogioco di poker pubblicato nel 1981 da Softape per Apple II. Consiste nel poker tradizionale giocato contro un singolo avversario controllato dal computer. 
All'epoca Creative Computing ne lodò in particolare la grafica, giudicata tra le migliori mai apparse su Apple. Computer Gaming World nel 1990 lo metteva ancora tra i principali simulatori di giochi d'azzardo, sebbene considerandolo un vecchio successo ormai privo di interesse.
Un'imitazione del gioco uscì anche per il computer sovietico Lemz Agat.

## Modalità di gioco
Il gioco è un poker tradizionale (appartenente alla categoria dei draw poker, da cui il titolo) all'americana, con tutte le 52 carte del mazzo e senza necessità di una combinazione minima per aprire. La partita è sempre tra il giocatore e il banco, controllato dal computer, per il quale si possono selezionare inizialmente due personalità, una sempre cauta e una che fa uso del bluff.
All'inizio della partita entrambi i contendenti hanno 1000$ e a ogni mano devono piazzare un invito di 20$. Le aperture e i rilanci successivi sono sempre del valore di 5$ ciascuno.
Si controlla tutto tramite semplici menù in inglese su cui scorre un cursore; i movimenti di carte e gettoni sono mostrati con animazioni e sonoro.